# Rusinowo (gmina Wałcz)
Rusinowo (niem. Ruschendorf) – osada leśna w Polsce położona w województwie zachodniopomorskim, w powiecie wałeckim, w gminie Wałcz.
W sąsiedniej wsi o identycznej nazwie Rusinowo (w gminie Tuczno) znajduje się maszt radiowo-telewizyjny.
W latach 1975–1998 miejscowość administracyjnie należała do województwa pilskiego.